# Regional Municipality of Niagara

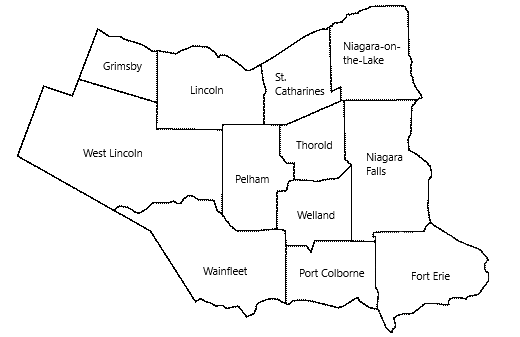
Lage der Gemeinden in der Regional Municipality

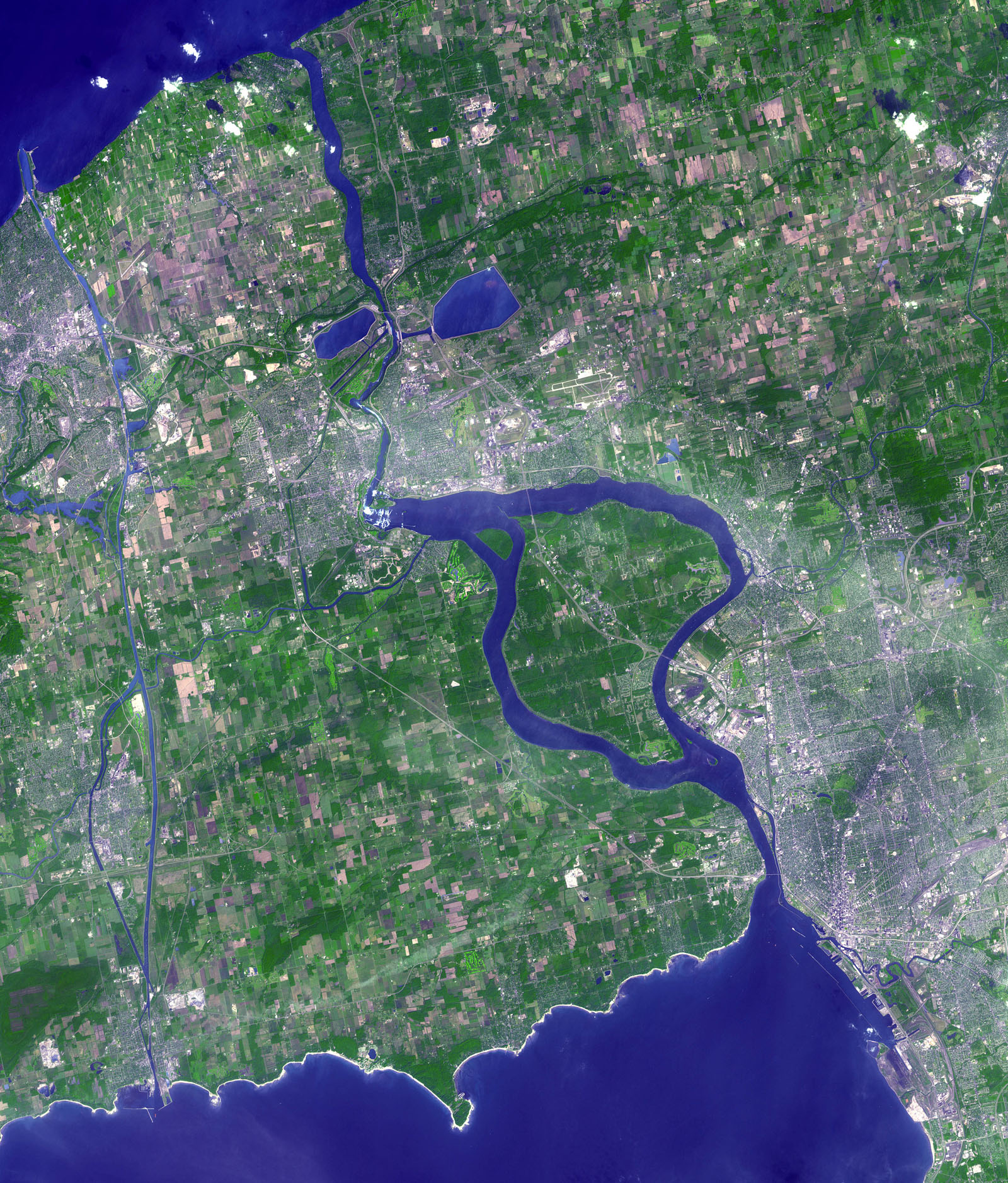
NASA-Bild: Links der Wellandkanal, mittig die Niagarafälle

Die Regional Municipality of Niagara, auch als Niagara Region bekannt, ist eine Regional Municipality (Regionalgemeinde) im Südwesten der kanadischen Provinz Ontario. Hauptort und Sitz des Regionalrates ist Thorold. Die Einwohnerzahl beträgt 447.888 (Stand: 2016), die Fläche 1.854,23 km², was einer Bevölkerungsdichte von 241,5 Einwohnern je km² entspricht.
Die Regionalgemeinde umfasst den größten Teil der Niagara-Halbinsel. Ihre östliche Grenze ist der Niagara River, die auch die Grenze zu den Vereinigten Staaten ist. Im Norden liegt der Ontariosee, im Süden der Eriesee. Die Region Niagara bildet das südöstliche Ende des als Golden Horseshoe bekannten Ballungsgebietes.
Einzigartige Landschaftsformen machen die Region Niagara zu einem bedeutenden Zentrum für Landwirtschaft und Tourismus in Kanada. Der wichtigste Landwirtschaftszweig ist der Weinbau in den Hügeln der Niagara-Schichtstufe (siehe Weinbau in Kanada). Wichtigste Touristenattraktion sind die Niagarafälle. Der Wellandkanal, der die Wasserfälle umgeht, bildet einen wichtigen Teil des Sankt-Lorenz-Seewegs.
Mit dem Short Hills Provincial Park liegt einer der Provincial Parks in Ontario im Bezirk. 
| City of Hamilton | Ontariosee                                  |                |
|                  | Kompassrose, die auf Nachbargemeinden zeigt | New York (USA) |
| Haldimand County | Eriesee                                     |                |

## Administrative Gliederung

### Städte und Gemeinden
| Ort                 | Status   | Bevölkerung (2016) |
| ------------------- | -------- | ------------------ |
| Fort Erie           | Town     | 30.710             |
| Grimsby             | Town     | 27.314             |
| Lincoln             | Town     | 23.787             |
| Niagara-on-the-Lake | Town     | 17.511             |
| Niagara Falls       | City     | 88.071             |
| Pelham              | Town     | 17.110             |
| Port Colborne       | City     | 18.306             |
| St. Catharines      | City     | 133.113            |
| Thorold             | City     | 18.801             |
| Wainfleet           | Township | 6.372              |
| Welland             | City     | 52.293             |
| West Lincoln        | Township | 14.500             |

### Gemeindefreie Gebiete
Im Bezirk finden sich keine gemeindefreien Gebiete.

### Indianerreservationen
Im Bezirk finden sich keine Indianerreservationen.